# Federico Villalba Llofriu
Federico Villalba Llofriu (1834-1884) va ser un periodista, escriptor i polític espanyol.

## Biografia
Hauria nascut en 1834. Polític, home d'administració, literat i periodista, va ser redactor a Madrid d' El Diario Español, El Argos i El Debate, a més de director de Fígaro (1868) i El Cronista. Va ser director general de Beneficència i Sanitat de manera breu el 1879. Fou escollit diputat per el Puerto de Santa María a les eleccions generals espanyoles d'abril de 1872 i per Santa Cruz de la Palma a les eleccions generals espanyoles de 1876 i 1879. També fou Governador Civil de Barcelona el 1875-1876. Va escriure Cinco siglos en un día, cuento con semejanza de historia (Madrid, 1862).
Va morir a l'edat de cinquanta anys el 7 d'abril de 1884.